# Karl Siegfried Günsburg
Karl Siegfried Günsburg (geboren am 9. Dezember 1788 in Lissa; gestorben am 23. Januar 1860 in Breslau) war ein deutscher Autor, Prediger und Pädagoge und gilt als einer der frühen Pioniere des Reformjudentums.

## Leben
Günsburg studierte seit 1810 Philosophie und Philologie in Berlin und predigte auch dort am privaten Reformtempel Israel Jacobsons. 1819 zog er nach Breslau um, wo er sein Lebens als Kaufmann beschloss.
Im Jahr 1859 vermachte er seine umfangreiche Bibliothek dem Lehr-und Leseverein, den Abraham Geiger 1842 in Breslau gegründet hatte.

## Werke (Auswahl)
- Parabeln. zwei Teile, Berlin, 1820 (dritter Teil, Breslau, 1826);
- Der Geist des Orients. Breslau  Aderholz, 1830.
- mit Eduard Kley: Die deutsche Synagoge, oder Ordnung des Gottesdienstes für die Sabbath- und Festtage des ganzen Jahres zum Gebrauche der Gemeinden, die sich der deutschen Gebete bedienen, zwei Teile Berlin, 1817–18.